# Parque Nacional Point Pelee

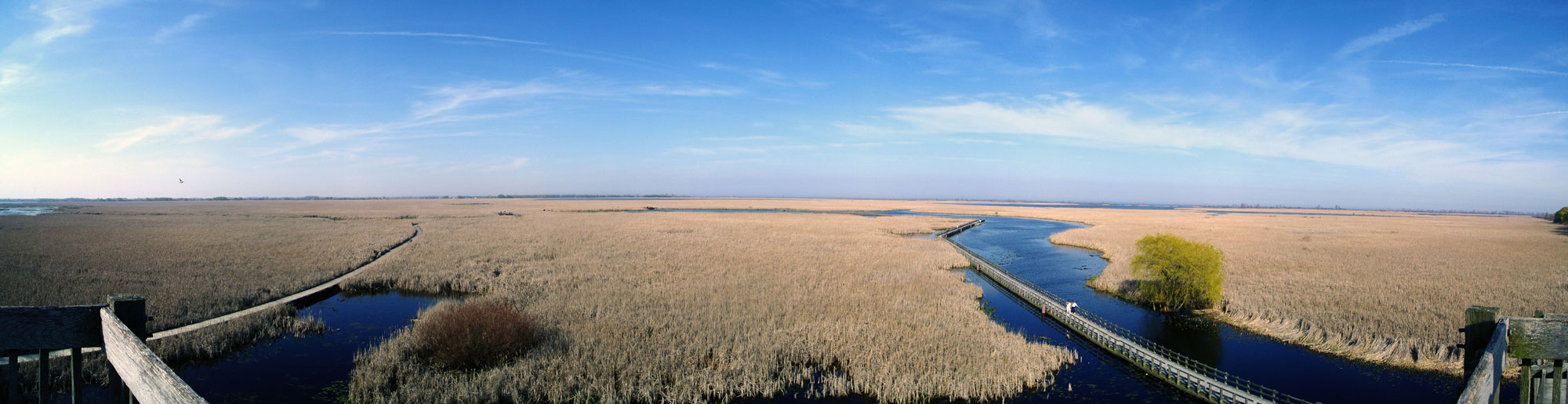

O Parque Nacional Point Pelee localiza-se no Condado de Essex, a cerca de 50 km de Windsor, na província de Ontário, no Canadá. É o ponto de terra mais meridional do país, estando na mesma latitude do norte da Califórnia. É internacionalmente conhecido pelas migrações de pássaros e de borboletas monarca. Já foram registrados mais de 360 espécies de pássaros no parque. 
Point Pelee é um dos menores parques nacionais do Canadá e atrai cerca de 400 mil visitantes por ano. Foi constituído em 1918, tem uma área de 16 km² e, atualmente, é o único parque canadense que permite a caça de patos.